# XY-Problem
Das XY-Problem ist ein Kommunikationsproblem, welches hauptsächlich bei der Kundenbetreuung und ähnlichen Situationen auftritt. Hierbei wird das eigentliche Problem, X, von der Person, die Unterstützung sucht, verschleiert. Anstelle direkt nach einer Lösung für das Problem X zu fragen, fragt diese Person nach der Lösung für ein sekundäres Problem, Y. Hierbei glaubt der Fragende, dass die Lösung von Problem Y erlaubt, das eigentliche Problem X zu lösen.
Allerdings führt die Lösung von Problem Y nicht zur Lösung von Problem X oder das Problem wird dadurch nur mangelhaft oder unschön gelöst. Zusätzlich kann die Verschleierung des eigentlichen Problems und die Fokussierung auf ein möglicherweise merkwürdiges sekundäres Problem dazu führen, dass die Person, die versucht zu helfen, Schwierigkeiten bei der Kommunikation hat und nur schlechte Lösungen bereitstellen kann.
Das XY-Problem tritt üblicherweise im Bereich des technischen Support und der Kundenbetreuung auf, in welchem der Nutzer bereits selbst versucht hat, sein Problem zu lösen. Dabei kann es passieren, dass der Nutzer das eigentliche Problem oder die eigentliche Ursache missverstanden hat, was dazu führt, dass er glaubt, das eigentliche Problem X bereits gelöst zu haben und nur noch ein kleines Detail, Y, gelöst werden muss. Die Unfähigkeit des Support-Mitarbeiters, das eigentliche Problem zu lösen oder den Hintergrund der Anfrage zu verstehen, führt zur Frustration des Endnutzers. Die Situation kann dadurch deutlich werden, wenn der Endnutzer nach einem Detail fragt, welches scheinbar nutzlos ist, um irgendein nützliches Ziel zu erreichen. Die Lösung für den Support-Mitarbeiter ist, Fragen zu stellen, weshalb dieses Detail benötigt wird, um so das eigentliche Grundproblem in Erfahrung zu bringen, um den Endnutzer so von einem unproduktiven Pfad der Anfrage wegzuleiten.

## Beispiel
Ein Nutzer möchte die Dateigröße eines Dokuments verkleinern, um es als E-Mail-Anhang zu versenden (Problem X). Er denkt sich, dass die vielen Bilder im Dokument für die Dateigröße verantwortlich sind. Er weiß jedoch nicht, wie man die Bilder aus dem Dokument herauskopieren und mit einer geringeren Qualitätseinstellung wieder einfügen kann (Problem Y). Er bittet daher einen Kollegen, ihm dies zu zeigen.
Nach stundenlanger Arbeit hat der Nutzer alle Bilder durch Kopien geringerer Qualität ersetzt. Das Resultat ist ein optisch verschlechtertes Dokument, das aber dennoch nur minimal kleiner geworden ist, da die Bilder auch vorher schon komprimiert waren und nur einen Bruchteil der Dateigröße ausmachten.
Hätte der Nutzer dem Kollegen das eigentliche Problem X geschildert („mein Dokument ist zu groß, um es per E-Mail zu versenden“), hätte der Kollege ihm das Teilen per Filehosting vorschlagen können, wofür die Dateigröße gar nicht reduziert werden muss, oder zeigen können, wie man die Änderungshistorie des Dokuments entfernt, was die Dateigröße ganz ohne sichtbaren Qualitätsverlust wesentlich stärker reduziert hätte.

## Ursprung
Der Begriff XY-Problem wurde implizit von Eric S. Raymond in seinem Text How To Ask Questions The Smart Way geprägt als er „How can I use X to do Y?“ („Wie kann ich X nutzen, um Y zu erzielen?“) zum Abschnitt „Questions Not To Ask“ („Fragen, die Sie nicht stellen sollten“) hinzufügte (zu beachten ist, dass in dieser originalen Version die Bedeutung von X und Y vertauscht sind):
Q: How can I use X to do Y?
A: If what you want is to do Y, you should ask that question without pre-supposing the use of a method that may not be appropriate. Questions of this form often indicate a person who is not merely ignorant about X, but confused about what problem Y they are solving and too fixated on the details of their particular situation.